# Čchung-čching Tang-taj Li-fan
Čchung-čching Tang-taj Li-fan (čínsky pchin-jinem Chóngqìng Dāngdài Lìfān, znaky zjednodušené 重庆当代力帆, tradiční 重慶當代力帆) je čínský profesionální fotbalový klub, který sídlí v přímo spravovaném městě Čchung-čching. Založen byl v roce 1995 pod názvem Čchien-wej Wu-chan. Jedná se o vítěze čínského poháru z ročníku 2000. Klubové barvy jsou červená a modrá. Od sezóny 2015 působí v čínské nejvyšší fotbalové soutěži.
Své domácí zápasy odehrává na Čchung-čchingském olympijském sportovním centru s kapacitou 58 680 diváků.
Plný název klubu je Fotbalový klub Čchung-čching Tang-taj Li-fan (čínsky v českém přepisu Čchung-čching Tang-taj Li-fan cu-čchiou ťü-le-pu, pchin-jinem Chóngqìng Dāngdài Lìfān zúqiú jùlèbù, znaky zjednodušené 重庆当代力帆足球俱乐部)

## Historické názvy
- 1995 – Čchien-wej Wu-chan (Čchien-wej Wu-chan cu-čchiou ťü-le-pu)
- 1995 – Čchien-wej (Čchien-wej cu-čchiou ťü-le-pu)
- 1996 – Čchien-wej Chuan-tao (Čchien-wej Chuan-tao cu-čchiou ťü-le-pu)
- 1999 – Čchung-čching Lung-sin (Čchung-čching Lung-sin cu-čchiou ťü-le-pu)
- 2000 – Čchung-čching Li-fan (Čchung-čching Li-fan cu-čchiou ťü-le-pu)
- 2003 – fúze s Jün-nan Chung-tcha ⇒ Čchung-čching Li-fan Sin-kan-ťüe (Čchung-čching Li-fan Sin-kan-ťüe cu-čchiou ťü-le-pu)
- 2004 – Čchung-čching Čchi-čche (Čchung-čching Čchi-čche cu-čchiou ťü-le-pu)
- 2005 – Čchung-čching Li-fan (Čchung-čching Li-fan cu-čchiou ťü-le-pu)
- 2017 – Čchung-čching Tang-taj Li-fan (Čchung-čching Tang-taj Li-fan cu-čchiou ťü-le-pu)

## Získané trofeje
- Čínský fotbalový pohár (1×)
  - 2000

## Umístění v jednotlivých sezonách
Stručný přehled
Zdroj:
- 1995: Chinese Yi League
- 1996: Chinese Jia-B League
- 1997–2003: Chinese Jia-A League
- 2004–2006: Chinese Super League
- 2007–2008: China League One
- 2009–2010: Chinese Super League
- 2011–2014: China League One
- 2015– : Chinese Super League

Jednotlivé ročníky
Zdroj:
Legenda: Z - zápasy, V - výhry, R - remízy, P - porážky, VG - vstřelené góly, OG - obdržené góly, +/- - rozdíl skóre, B - body, červené podbarvení - sestup, zelené podbarvení - postup, fialové podbarvení - reorganizace, změna skupiny či soutěže
| Čínská lidová republika (1995 –) |                      |        |    |    |    |    |     |     |     |    |        |
| Sezóny                           | Liga                 | Úroveň | Z  | V  | R  | P  | VG  | OG  | +/- | B  | Pozice |
| 1995                             | Chinese Yi League    | 3      | 8  | 3  | 5  | 0  | ... | ... | ... | 7  | 4.     |
| 1996                             | Chinese Jia-B League | 2      | 22 | 13 | 7  | 2  | 40  | 14  | +26 | 46 | 1.     |
| 1997                             | Chinese Jia-A League | 1      | 22 | 8  | 5  | 9  | 28  | 28  | 0   | 29 | 5.     |
| 1998                             | Chinese Jia-A League | 1      | 26 | 8  | 8  | 10 | 29  | 29  | 0   | 32 | 7.     |
| 1999                             | Chinese Jia-A League | 1      | 26 | 10 | 10 | 6  | 40  | 27  | +13 | 40 | 4.     |
| 2000                             | Chinese Jia-A League | 1      | 26 | 10 | 11 | 5  | 46  | 33  | +13 | 41 | 4.     |
| 2001                             | Chinese Jia-A League | 1      | 26 | 7  | 10 | 9  | 24  | 27  | -3  | 31 | 11.    |
| 2002                             | Chinese Jia-A League | 1      | 28 | 10 | 11 | 7  | 28  | 25  | +3  | 41 | 6.     |
| 2003                             | Chinese Jia-A League | 1      | 28 | 6  | 8  | 14 | 21  | 34  | -13 | 26 | 13.    |
| 2004                             | Chinese Super League | 1      | 22 | 4  | 9  | 9  | 14  | 31  | -17 | 21 | 12.    |
| 2005                             | Chinese Super League | 1      | 26 | 2  | 7  | 17 | 16  | 41  | -25 | 13 | 14.    |
| 2006                             | Chinese Super League | 1      | 28 | 3  | 7  | 18 | 20  | 51  | -31 | 16 | 15.    |
| 2007                             | China League One     | 2      | 24 | 13 | 5  | 6  | 34  | 22  | +12 | 44 | 4.     |
| 2008                             | China League One     | 2      | 24 | 12 | 7  | 5  | 34  | 19  | +15 | 43 | 2.     |
| 2009                             | Chinese Super League | 1      | 30 | 7  | 8  | 15 | 27  | 51  | -24 | 29 | 16.    |
| 2010                             | Chinese Super League | 1      | 30 | 7  | 9  | 14 | 36  | 48  | -12 | 30 | 15.    |
| 2011                             | China League One     | 2      | 26 | 8  | 9  | 9  | 30  | 35  | -5  | 33 | 8.     |
| 2012                             | China League One     | 2      | 30 | 12 | 9  | 9  | 50  | 45  | +5  | 45 | 5.     |
| 2013                             | China League One     | 2      | 30 | 17 | 5  | 8  | 45  | 27  | +18 | 56 | 4.     |
| 2014                             | China League One     | 2      | 30 | 17 | 10 | 3  | 60  | 24  | +36 | 61 | 1.     |
| 2015                             | Chinese Super League | 1      | 30 | 9  | 8  | 13 | 37  | 52  | -15 | 35 | 8.     |
| 2016                             | Chinese Super League | 1      | 30 | 9  | 10 | 11 | 43  | 50  | -7  | 37 | 9.     |
| 2017                             | Chinese Super League | 1      | 30 |    |    |    |     |     |     |    |        |

## Účast v asijských pohárech
Zdroj:
| Ročník  | Soutěž                  | Kolo             | Klub                       | Doma           | Venku          | Celkem         |
| ------- | ----------------------- | ---------------- | -------------------------- | -------------- | -------------- | -------------- |
| 2001/02 | Pohár vítězů pohárů AFC | 2. kolo          | Hồ Chí Minh City Police FC | 8:1            | 1:0            | 9:1            |
| 2001/02 | Pohár vítězů pohárů AFC | Čtvrtfinále      | Home United FC             | 2:0            | 2:0            | 4:0            |
| 2001/02 | Pohár vítězů pohárů AFC | Semifinále       | Jeonbuk Hyundai Motors     | 0:2            | 0:2            | 0:2            |
| 2001/02 | Pohár vítězů pohárů AFC | Zápas o 3. místo | Al-Sadd SC                 | 0:0 (6:7 pen.) | 0:0 (6:7 pen.) | 0:0 (6:7 pen.) |